# Calci iodide
Calci iodide (công thức hóa học CaI2) là hợp chất ion của calci và iod. Chất rắn không màu này không màu là một loại muối có khả năng hòa tan cao trong nước. Các tính chất của nó tương tự như các muối có liên quan, như calci chloride. Nó được sử dụng trong nhiếp ảnh. Nó cũng được sử dụng trong thức ăn cho mèo như một nguồn cung cấp iod.

## Điều chế và phản ứng
Henri Moissan lần đầu tiên cô lập được calci tinh khiết vào năm 1898 bằng cách khử calci iodide với kim loại natri tinh khiết:
CaI2 + 2Na → 2NaI + Ca
Calci iodide có thể được hình thành bằng cách cho calci cacbonat, calci oxit, hoặc calci hydroxide tác dụng với axit iodhydric:
CaCO3 + 2HI → CaI2 + H2O + CO2↑
Calci iodide phản ứng chậm với oxy và carbon dioxide trong không khí, giải phóng iod, nó là nguyên nhân gây ra màu vàng nhạt của các mẫu không tinh khiết.
2CaI2 + 2CO2 + O2 → 2CaCO3 + 2I2